# Гао Яо (законодатель)

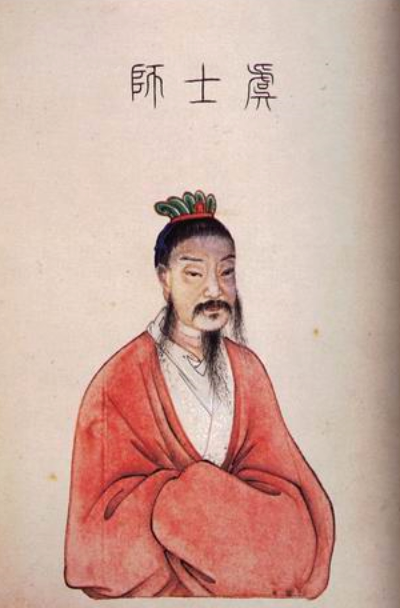

Гао Яо (кит. трад. 皋陶, пиньинь Gāo Yáo) — законодатель и министр правосудия во время правления Шуня (XXIII в. до н. э.). Один из его (наряду с Юем и Бо-и) помощников. Имя Гао Яо стало нарицательным для справедливых судей. Имя Гао Яо упоминается в ряде древнекитайских сочинений. Согласно одной из глав «Хуайнань-цзы» (гл.9), Гао Яо был немым. О немоте Гао Яо упоминает и сочинение "Вэнь-цзы". Однако Сыма Цянь описывает состоявшуюся в присутствии Шуня беседу Гао Яо и Юя, в которой Гао Яо, рассуждая о дао и дэ,  говорит о девяти добродетелях (九德). Каждая из девяти добродетелей (дэ) представлена парой парой дополняющих друг друга качеств. В той же девятой главе "Хуайнань-цзы" (в переводе Л. Е. Померанцевой) Гао Яо приписывается создание Великого закона (大理). Одна из глав «Шан шу» названа «Планы Гао Яо» (皋陶謨).

## Свидетельства
- Когда в правление Шуня Поднебесной выбирали из народа и выдвинули Гао Яо,[тогда] все не обладающие человеколюбием, [вынуждены были] удалиться.

Лунь юй. XII, 22.
кит."舜有天下，選於眾，舉皋陶，不仁者遠矣"。
- «…Гао Яо был немым, а учредил Великий закон, и в Поднебесной не стало лютых казней — и поэтому он значительнее говорящих».

«Хуайнань-цзы». Глава девятая. Пер. Л. Е. Померанцевой
кит."故皋陶瘖而為大理，天下無虐刑，有貴於言者也"
- «Гао Яо, занимая должность судьи, разбирал дела народа».

Сыма Цянь «Исторические записки». Глава первая.
кит. «皋陶作士以理民».
- "Прежде императоры Яо и Шунь, правители Тан и У опирались на мудрых и прозорливых помощников, широко образованных министров, поэтому Гао Яо предложил "Планы Гао Яо", от этого эпохи Тана и Юя стали процветать, а И Инь и Цзи-цзы создали соответственно "Поучения И Иня" и "Великий закон", от этого эпохи Инь и Чжоу стали благоденствовать".

Цуй Ши "Чжэн лунь"